# Роздольєвська сільська рада
Роздо́льєвська сільська рада — муніципальне утворення у складі Краснокамського району Башкортостану, Росія. Адміністративний центр — присілок Роздольє.

## Населення
Населення — 1451 особа (2019, 1371 в 2010, 1047 в 2002).

## Склад
До складу поселення входять такі населені пункти:
| Населений пункт       | Населення, осіб (2002) | Населення, осіб (2010) |
| --------------------- | ---------------------- | ---------------------- |
| Велика Амзя, присілок | 122                    | 141                    |
| Кадреково, присілок   | 81                     | 100                    |
| Мурзино, присілок     | 58                     | 46                     |
| Роздольє, присілок    | 786                    | 1084                   |